# Tomáš Pešír
Tomáš Pešír (* 30. května 1981 Praha, Československo) je bývalý český fotbalový útočník. V únoru 2017 se stal předsedou nově vzniklé Hráčské fotbalové unie. Post předsedy obhájil i v demokratických volbách na 1. řádné valné hromadě Unie. Od roku 2022 byl manažerem české fotbalové reprezentace. S odchodem trenéra Jaroslava Šilhavého 20. listopadu 2023 v reprezentaci skončil.
Před tím působil i jako sportovní ředitel České asociace fotbalových hráčů (ČAFH). V květnu 2014 kritizoval ČAFH a její předsedkyni Markétu Haindlovou, která na něj podala trestní oznámení pro pomluvu.
Je členem týmu Real TOP Praha, v jehož dresu se zúčastňuje charitativních zápasů a akcí.
Byl také fotbalovým expertem ČT4 Sport.

## Klubová kariéra
Pešír začínal v Horních Měcholupech a v deseti přestoupil do Slavie Praha. V kategorii mužů začínal v roce 2000 v tehdy druholigové Mladé Boleslavi. V červenci 2001 přišel na hostování do Blšan, které se časem změnilo v přestup. V roce 2002 se v anketě Talent roku umístil na 4 místě. V lednu 2005 odešel do tureckého Kayserisporu. Sice podepsal dlouholetou smlouvu, ale už za půl roku odešel. V létě byl nejprve na testech ve Stoke City, ale nakonec přestoupil do Slavie, kde mimo jiné odehrál kvalifikační dvojzápas o postup do Ligy mistrů proti Anderlechtu Brusel a 6 zápasů Poháru UEFA. V lednu 2006 odletěl na angažmá do řeckého celku Iraklis Soluň, ale nedohodl se na podmínkách. Nevrátil se však do Slavie, ale odešel do Blšan. V létě 2006 si ho vybral Most. Podzim 2007 odehrál za skotský Livingston FC. Poté se vrátil do Mostu. Celkem v první české lize nastoupil do 139 zápasů, vstřelil jedenáct gólů. V mezinárodních prvních ligách odehrál celkem 65 zápasů a vstřelil 16 gólů.
Sezónu 2008/09 odehrál v polském týmu Jagiellonia Białystok. Léto 2009/2010 ve slovenském MFK Ružomberok. Na podzim roku 2009/10 podepsal smlouvu s kyperským klubem Nea Salamina Famagusta. O rok později v srpnu 2010 se opět přestěhoval do Polska a sice do klubu Górnik Łęczna, kde skončil v roce 2013 a vrátil se do ČR.

## Reprezentační kariéra
Tomáš Pešír působil v mládežnických reprezentačních výběrech České republiky od kategorie do 15 let.
Zúčastnil se Mistrovství světa ve fotbale hráčů do 20 let 2001 v Argentině, kde ČR prohrála ve čtvrtfinále 0:1 s Paraguayí.

### Reprezentační zápasy a góly
Zápasy Tomáše Pešíra v české reprezentaci do 21 let
| Rok    | Zápasy | Góly |
| ------ | ------ | ---- |
| 2002   | 5      | 2    |
| 2003   | 5      | 0    |
| Celkem | 10     | 2    |

Góly Tomáše Pešíra v české reprezentaci do 21 let
| Gól | Datum       | Stadion                    | Soupeř     | Skóre (min.) | Výsledek | Soutěž          |
| --- | ----------- | -------------------------- | ---------- | ------------ | -------- | --------------- |
| 010 | 21. 8. 2002 | Brno, Česko                | Slovensko  | 01:000 (29.) | 1:1      | přátelský zápas |
| 02  | 6. 9. 2002  | Na Litavce, Příbram, Česko | Jugoslávie | 01:200 (41.) | 1:3      | přátelský zápas |

## Hráčská fotbalová unie
Tomáš Pešír patřil mezi řadu známých fotbalových osobností, které v roce 2014 ostře kritizovaly Českou asociaci fotbalových hráčů (ČAFH) v čele s Markétou Haindlovou pro nedůvěryhodnost, nečinnost a nepřehledné hospodaření. V únoru 2017 jako odpověď na stále silnější kritiku ČAFH z řad hráčů spoluzaložil novou asociaci, která měla doopravdy hájit zájmy aktivních i bývalých fotbalistů – Hráčskou fotbalovou unii (HFU), jejíž se stal dočasným předsedou. V červnu roku 2017 na 1. řádné valné hromadě post předsedy úspěšně obhájil. Unii vedl až do února 2022, následně spolek vstoupil do likvidace a v březnu 2023 zanikl.